# Duden

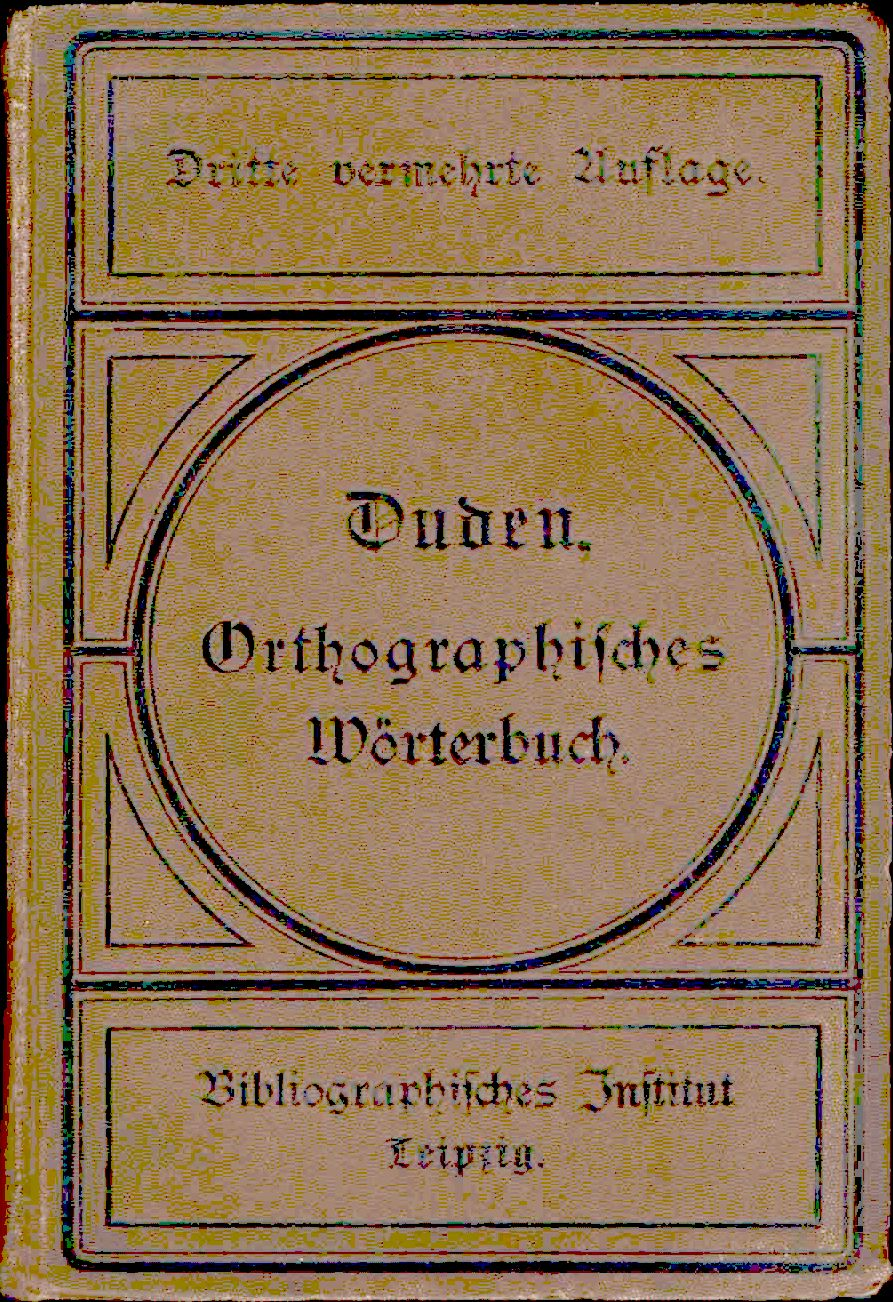
Edição de 1891

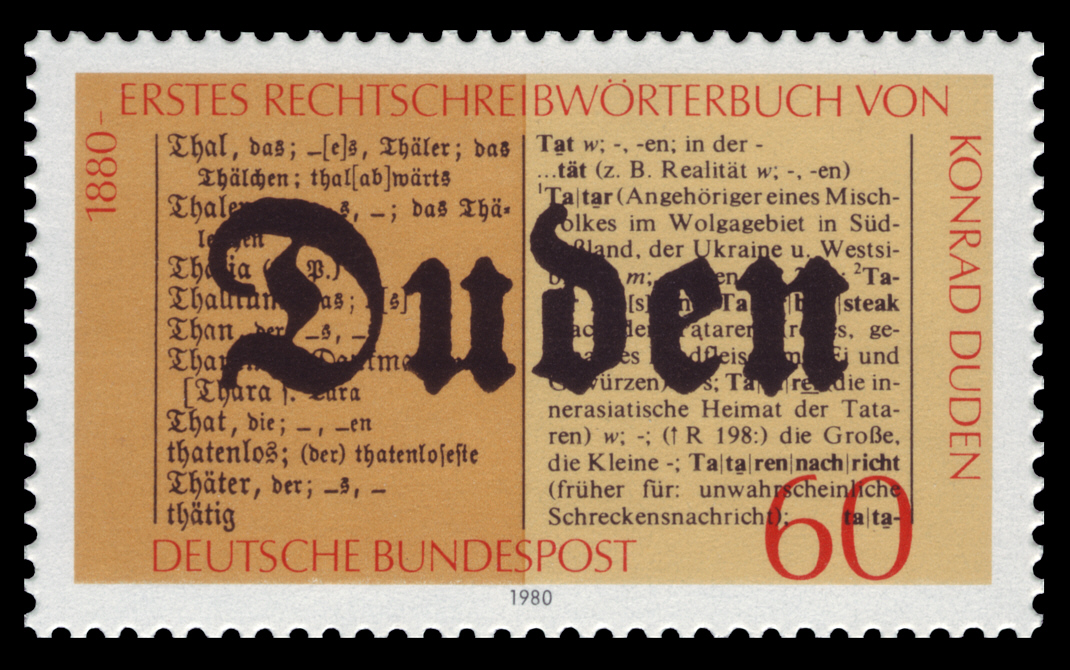
Selo comemorativo

O Duden é um dicionário do alto-alemão padrão, publicado pela primeira vez por Konrad Duden em 1880, e mais tarde pelo Bibliographisches Institut GmbH. O Duden é atualizado regularmente com novas edições que aparecem a cada quatro ou cinco anos. Em dezembro de 2020, está em sua 28ª edição. Em outubro de 2010, o Duden tinha vinte e cinco edições e foi publicado em doze volumes, cada um cobrindo vários aspectos do idioma, como ortografia, gramática, sinônimos, pronúncia e etimologia.
Durante as quatro décadas de Alemanha dividida, o Duden foi publicado em versões diferentes nos dois países. Uma, na Alemanha Oriental, era publicada pelo Instituto Bibliográfico em Leipzig. A outra, na Alemanha Ocidental, pelo Instituto Brockhaus, em Mannheim. Embora houvesse uma unificação no que se refere à ortografia, foram incluídos nas duas versões alguns vocábulos regionais em cada uma das versões.
Em 1991, pouco mais de um ano após a queda do Muro de Berlim, foi publicada a primeira edição unificada do dicionário. Cinco anos mais tarde, chegava ao mercado editorial o primeiro Duden pós-reforma ortográfica. O volume de vendas foi tão estrondoso que o dicionário costumava constar da lista de best-sellers na categoria não ficção.
Com a incorporação dos novos termos, o dicionário Duden tem agora um total de 135 mil palavras, além de meio milhão de exemplos, esclarecimentos de significados e regras de gramática e separação silábica. Sua primeira edição, publicada em 1880, tinha apenas 27 mil palavras.

## Novas palavras
Quem busca uma forma prática de dizer que alguém publica mensagens online utilizando o site Twitter pode dizer que esta pessoa twittert, conjugando o novo verbo twittern na segunda pessoa do singular. Outros exemplos são os termos internetfernsehen (televisão via internet) e Fernbeziehung (relacionamento à distância). Nenhuma dessas expressões foi criada pelo dicionário Duden. Na realidade, elas já estavam na boca do povo e o dicionário apenas registrou sua forma escrita, como fez também com Blogosphäre (blogosfera), Nickname (apelido ou nome de usuário) e Sashimi.